# 汤普金斯广场公园
汤普金斯广场公园（Tompkins Square Park）是美国纽约市的一个公园，面积10.5-英畝（4.2-公頃），位于曼哈顿东村字母城。这是一个方形的公园，北到东10街，东到B大道，南面是东7街，西到A大道。

## 历史

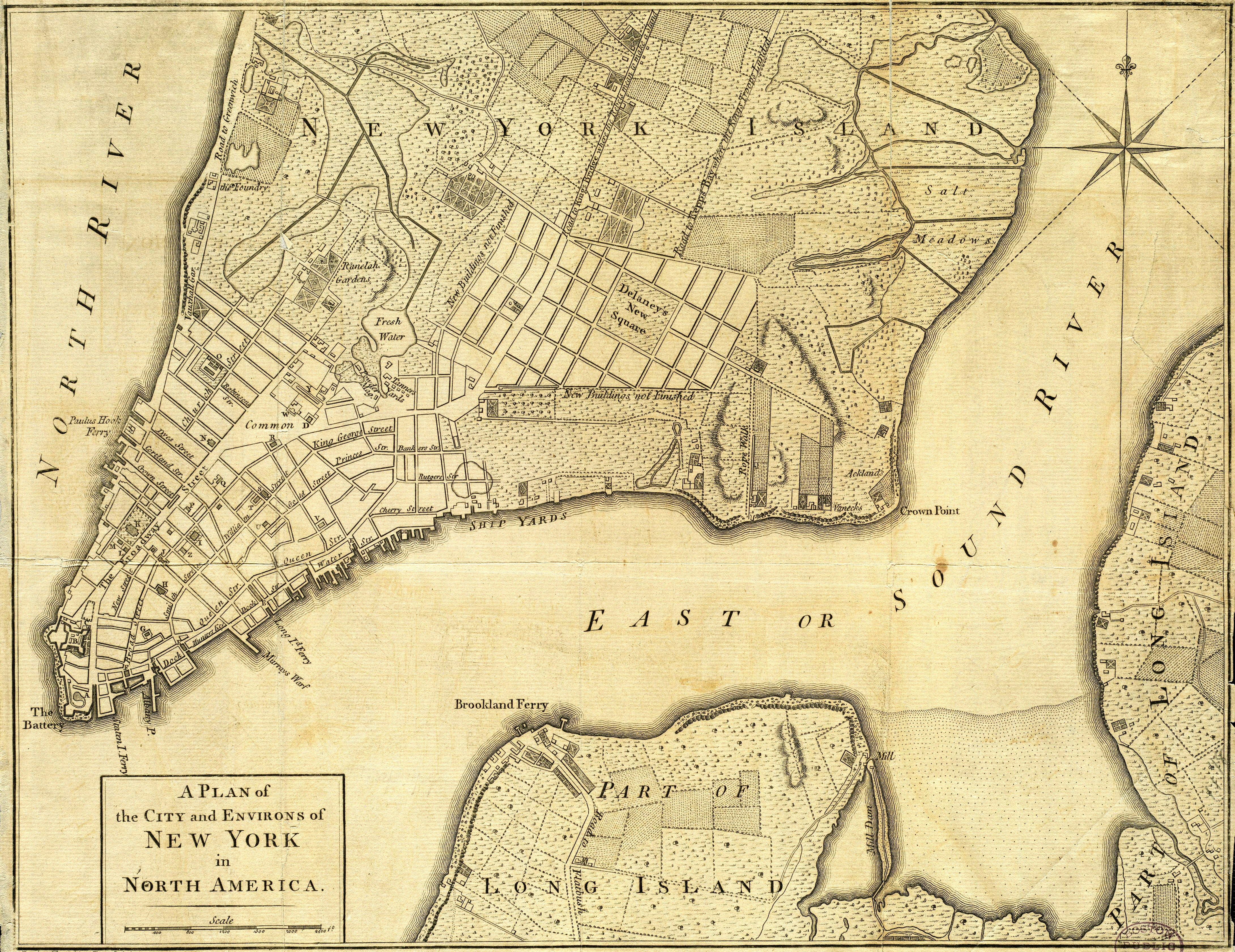
1776年地图

### 19世纪
汤普金斯广场公园距离东河不远，最初是一片沼泽地，后来被填平。1834年开辟为广场，1850年公园开放。汤普金斯广场公园得名于美国副总统丹尼尔·D·汤普金斯（1817-1825）。

### 20世纪
到了20世纪80年代，汤普金斯广场公园成为纽约社会问题的代名词。当时的公园是一个高犯罪率的地区，无家可归者者的帐篷，也是非法毒品交易和海洛因使用的中心。

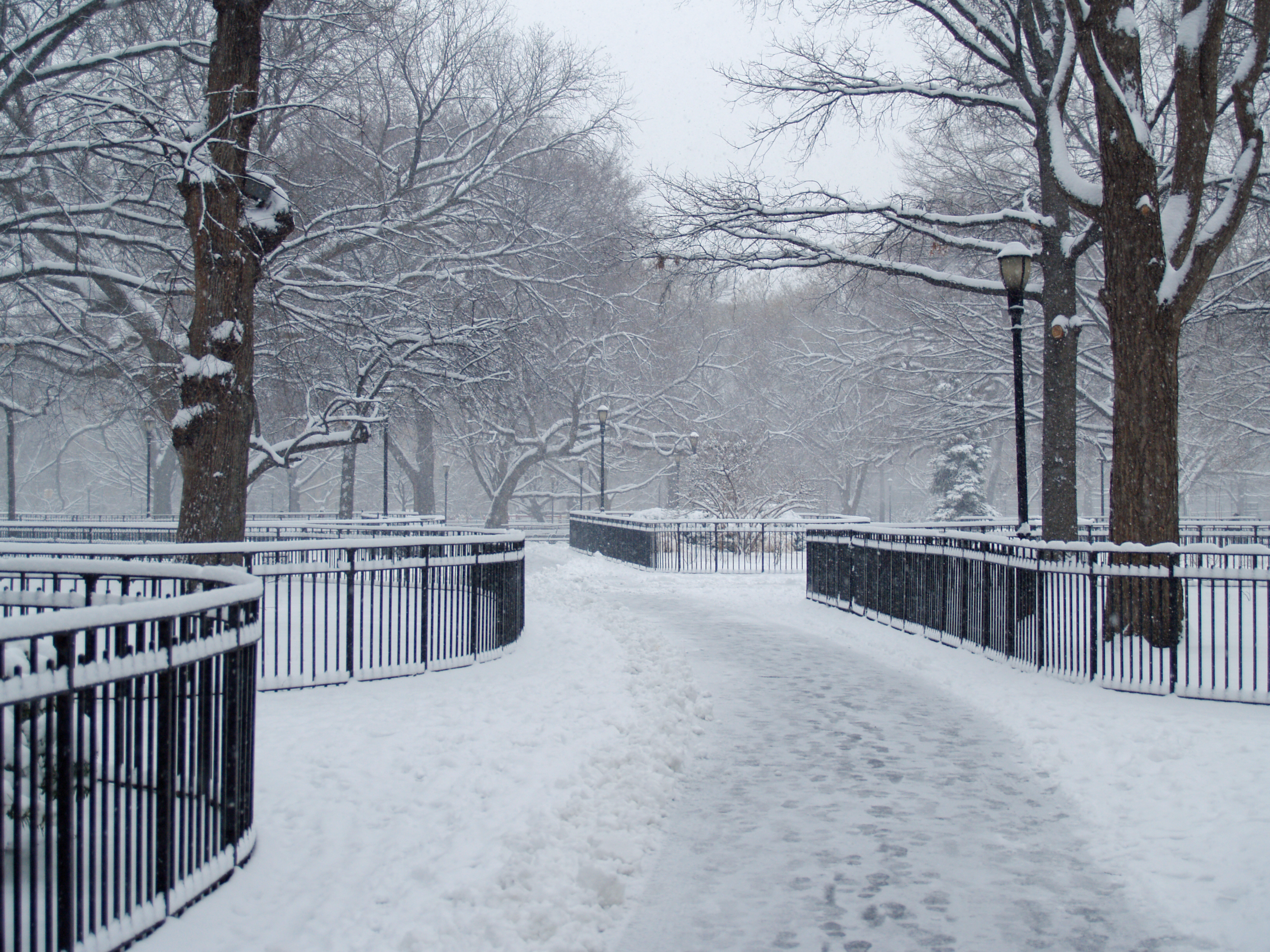
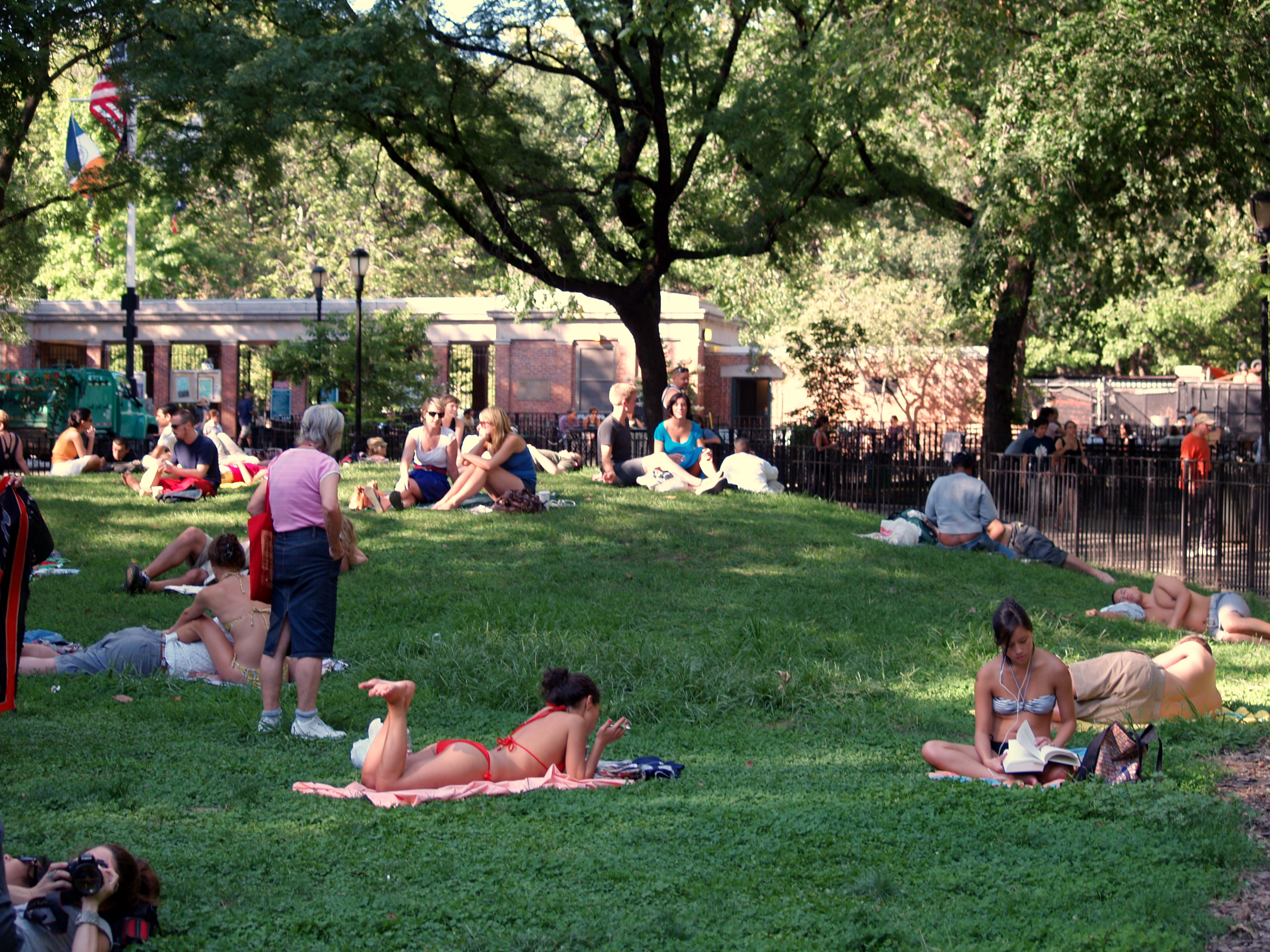
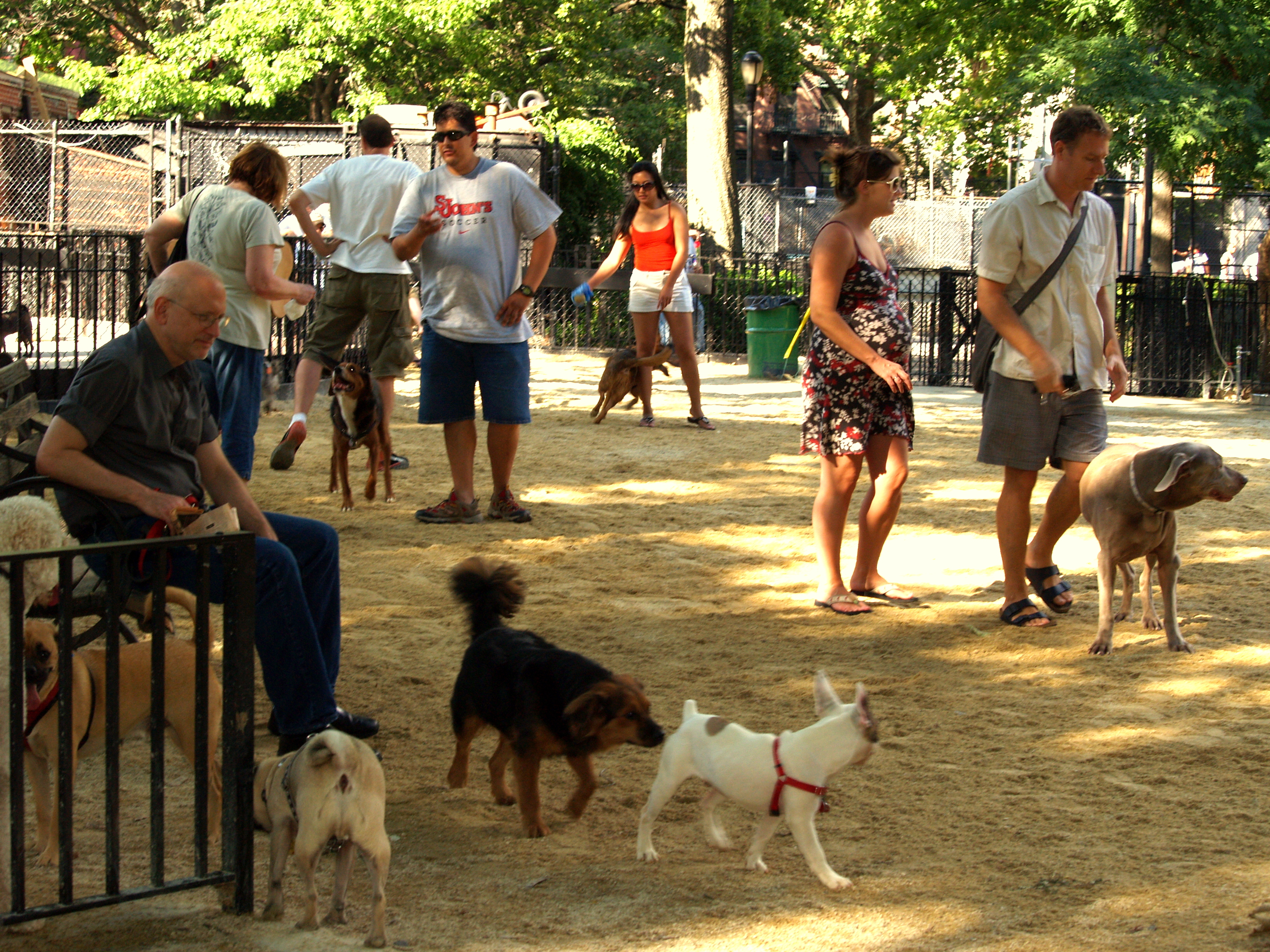
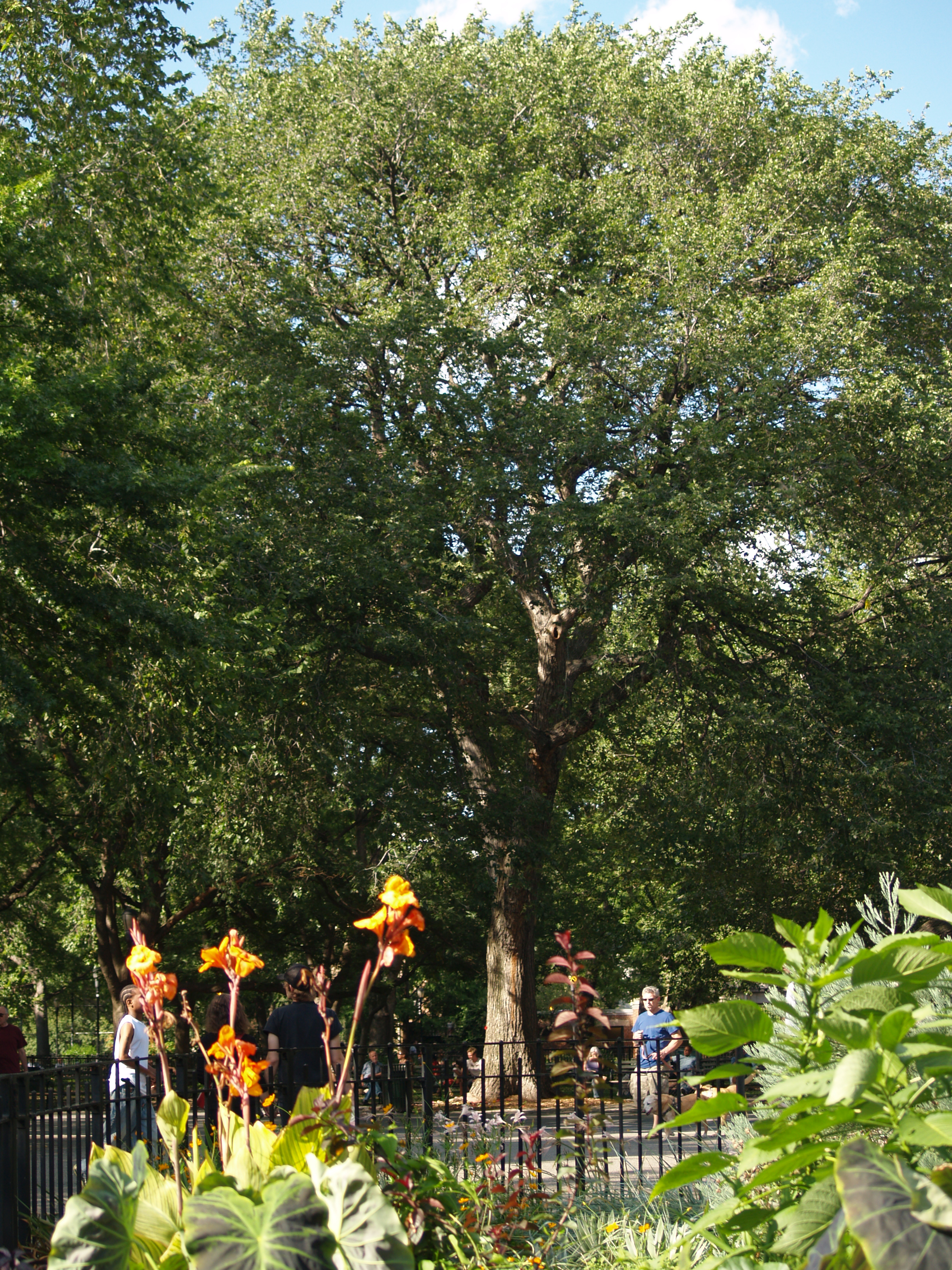
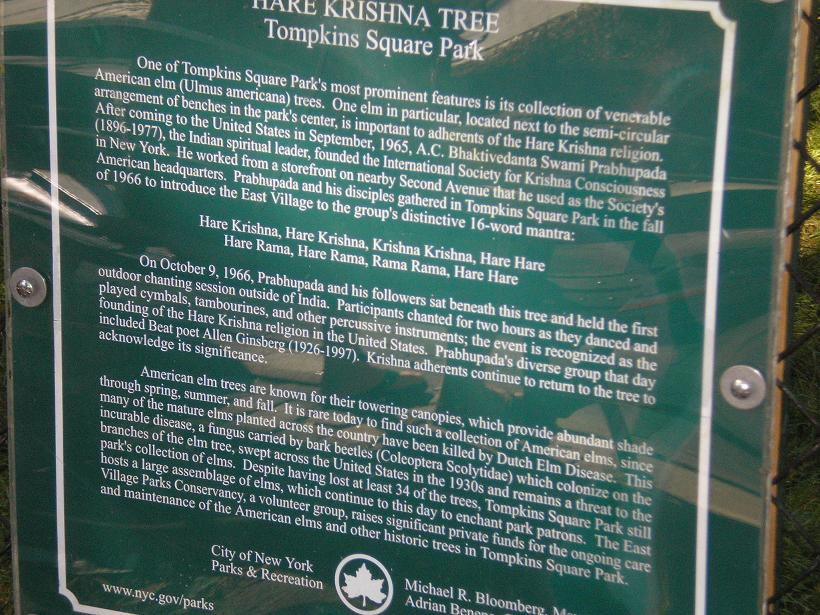
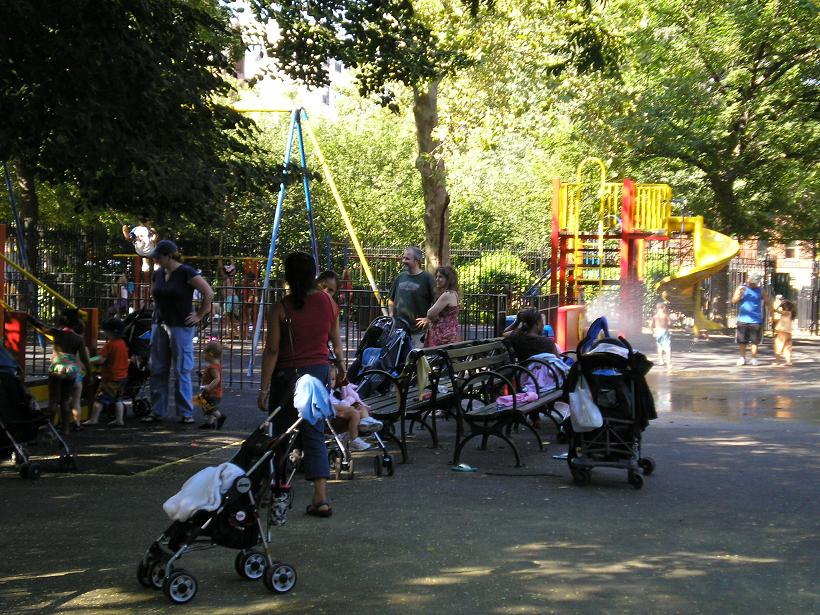

40°43′33.9″N 73°58′54.8″W / 40.726083°N 73.981889°W]]